# Stazione di Cancelliera
Stazione di Cancelliera vasútállomás Olaszországban, Albano Laziale településen.

## Vasútvonalak
Az állomást az alábbi vasútvonalak érintik:
- Róma–Velletri-vasútvonal

## Kapcsolódó állomások
A vasútállomáshoz az alábbi állomások vannak a legközelebb:
- Stazione di Cecchina (Stazione di Velletri, FL4)
- Stazione di Pavona (Stazione di Roma Termini, FL4)